# Катаева, Эстер Давыдовна
Э́стер Давы́довна Ката́ева (урождённая Бреннер; 21 октября 1913, Париж, Франция — 22 сентября 2009, Москва, Россия) — жена писателя Валентина Катаева, мать его детей. Её имя упоминается в таких книгах, как «Трава забвения», «Святой колодец», «Алмазный мой венец». Эстер Давыдовне посвящена повесть «Белеет парус одинокий».

## Биография

### Происхождение
Родилась в семье Давида Павловича Бреннера (1888—1941) и Анны Михайловны Бреннер (урождённая Экельман, 1888—1965). Её родители встретились в Тобольске, куда бундовец и сотрудник люблинской революционной типографии Давид Бреннер был сослан за распространение агитационных листовок. Знакомство с представительницей состоятельной купеческой семьи Анной Эккельман завершилось свадьбой; там же, в Сибири, на свет появилась их старшая дочь Лена. Благодаря содействию тестя Давид Павлович сумел вернуться в Польшу; следом за ним туда же перебралась и молодая жена с двухлетним ребёнком. Далее маршруты супругов пролегали через Австро-Венгрию и Францию, где 21 октября 1913 года родилась Эстер. Позже, уже в Лондоне, в семье произошло очередное пополнение: Анна Михайловна произвела на свет младшую дочь Милю.
В начале 1920-х годов Бреннеры, охваченные революционным энтузиазмом, прибыли в Москву; семья, состоявшая из пяти человек, получила комнату в коммунальной квартире на Малой Дмитровке. Эстер зарабатывала на жизнь выполнением заказов на шитьё, вязание и изготовление чертежей. По словам актрисы Екатерины Рогожиной — жены писателя Льва Никулина, — в ту пору юная Бреннер немало времени проводила в ресторане гостиницы «Метрополь»; она же стала прототипом общающейся с иностранцами «миниатюрной блондинки Ноэми» из романа Анатолия Рыбакова «Дети Арбата».

### Знакомство с Катаевым
Об обстоятельствах знакомства Эстер Бреннер с Валентином Катаевым существуют две версии. По одной из них, Катаев и Юрий Олеша, увидев двух симпатичных девушек на улице Горького, пригласили их в ресторан «Арагви». По другой, писатель познакомился с будущей женой через общую знакомую — рижскую танцовщицу Миру. Впоследствии, рассказывая в «Алмазном моём венце» о своём идеале «ослепительной и порочной» женщины, Катаев фактически воспроизвёл портрет Эстер в молодости: «Стройная, длинноногая, в серебряных туфельках… поражающая длиной загнутых ресниц, за решёткой которых наркотически блестят глаза… Её можно видеть в „Метрополе“ вечером. Она танцует танго, фокстрот или тустеп с одним из своих богатых поклонников». В свою очередь, Эстер Давыдовна, вспоминая про знакомство с Валентином Петровичем, говорила: «Он был необыкновенно красив, рыцарствен, галантен, а главное — в каждую минуту интересен».

### Жизнь с Катаевым
В 1935 году тридцативосьмилетний Катаев женился на Эстер Бреннер, которая была моложе его на шестнадцать лет. Через год в семье появилась дочь Евгения, ещё через два — сын Павел. Писатель проявлял максимум заботы о близких своей жены: так, узнав, что в 1930-х годах власти отказали её отцу в пенсии, Валентин Петрович ежемесячно передавал для тестя деньги; Давид Павлович до конца жизни так и не узнал, что регулярное пособие он получал не от государства, а от мужа средней дочери. Весьма тёплые отношения сложились у Катаева и с Анной Михайловной, часто бывавшей в их доме и помогавшей воспитывать детей.
На первых порах Катаевы жили в однокомнатной квартире на улице Горького; именно там Валентин Петрович написал посвящённую Эстер повесть «Белеет парус одинокий», в которой, по его признанию, попытался «скрестить сюжетность Пинкертона с художественностью Бунина». Позже семья переехала в дом писателей в Лаврушинском переулке. Весной 1940 года Литфонд разрешил Валентину Петровичу, его жене и детям «временно» занять переделкинскую дачу Ильи Эренбурга, которой тот не пользовался более двух лет. Когда Эренбург вернулся из Франции, то приобрёл себе дом на Истре. В итоге дача, которую, согласно решению Литфонда, Валентин Петрович должен был освободить после возвращения хозяина, была закреплена за Катаевыми. Вспоминая о жизни в Переделкине, литератор Татьяна Вирта писала, что Эстер Давыдовне более всего подходило определение «Муза писателя»: она не только создавала мужу условия для творчества, но и «распространяла вокруг себя мощнейшее поле интеллектуального влияния».

Эстер Давидовна всегда была эталоном элегантного стиля. У них и в доме не было ни одного предмета, который не подвергся бы её жесточайшему отбору. Мне кажется, это в полной мере отвечало эстетическому восприятию мира самого Валентина Катаева, стремившегося к гармонии в творчестве и во всём, что его окружало.
В годы большого террора, по словам Эстер Давыдовны, её муж избежал репрессий во многом благодаря заступничеству секретаря Союза писателей СССР Александра Фадеева: «Если бы не он, то нас бы, наверное, и не было». В начале войны Литфонд организовал эвакуацию семей писателей вглубь страны. Эстер Давыдовна вместе с детьми отправилась сначала в Берсут близ Казани (где вместе с Зинаидой Николаевной Пастернак работала раздатчицей в столовой), затем в Чистополь — там она трудилась няней в том же интернате, где жили её дети Женя и Павел. Катаев, работавший военным корреспондентом газет «Правда» и «Красная звезда», по возможности поддерживал связь с семьёй. Известие о гибели брата Евгения Петрова застало его в Москве. Сын Валентина Петровича Павел писал, что отец «молчал о случившемся всю жизнь». Эстер Давыдовна уточняла, что «никогда не видела такой привязанности между братьями, как у Вали с Женей».
Вернувшись из эвакуации в 1944-м, Катаевы обосновались на даче в Переделкине, а с 1959 года жили там постоянно. Катаев заботился о сыновьях своего брата Евгения Петрова, погибшего на фронте, также на даче жили сёстры Эстер, их дети и внуки. Для них Катаевы купили корову, за которой ухаживала прислуга, жившая на даче в сторожке. Они также держали огород и клубничные гряды. По воспоминаниям внучки Тины, писатели жили дружно, открытыми домами. Эстер Катаева поддерживала перенятую во время жизни в Лондоне традицию пятичасового чаепития, на который могли зайти соседи и угоститься специально испеченными к этому времени ватрушкой, слоёными пирожками или английским пирогом. 
Писатели и поэты, открытые Катаевым в журнале «Юность», могли приезжать к мэтру без звонка, и не в одиночку, а с компаниями. Летом Катаев устраивал литературные встречи на открытом воздухе, подавая сухое вино и купленные в Центральном доме литераторов импортные мартини и коньяк.
На обед в два часа в Переделкине собирался весь дом. Эстер неизменно готовила суп, обязательно вегетарианский, по итальянским и французским рецептам, делала фаршированные кабачки, соте и икру из баклажанов. Эти рецепты переняли её дети и внуки.
Первые совместные выезды за границу Катаевы начали осуществлять в годы «оттепели». В 1958 году Валентин Петрович и Эстер Давыдовна отправились в зарубежный тур с остановкой в Париже. Писателю важно было показать жене памятные места французской столицы — в частности, улицу Риволи, где она появилась на свет. Кроме того, супруги навестили Веру Николаевну Муромцеву-Бунину — вдову писателя, творчество которого «навек отпечаталось на всей катаевской литературе». У Эстер Давыдовны накануне поездки (которую Катаев, как указывалось в специальной записке отдела культуры ЦК, полностью оплатил «за счёт собственных средств») могли возникнуть проблемы с разрешительными документами: речь шла не только о «пятом пункте», но и о её возможности остаться на родине — во Франции. Поэтому своё ручательство за жену Валентина Петровича дал «некогда знаменитый комсомольский поэт».
Свидетельством того, насколько основательным было погружение Эстер Давыдовны в дела мужа, являются воспоминания прозаика Анатолия Гладилина. По его словам, в 1963 году он вместе с Василием Аксёновым решил навестить Валентина Петровича, незадолго до этого ушедшего с поста главного редактора журнала «Юность». Накрывшая стол хозяйка дома во время беседы настоятельно попросила, чтобы гости послушали отрывки из новой книги Катаева. Прочитанные вслух фрагменты не произвели на Гладилина и Аксёнова большого впечатления, однако уже через год, когда книга «Святой колодец» вышла в свет, они поняли, что художественное чутье не обмануло Эстер Давыдовну: «Катаев возродился, как феникс из пепла, но в другом качестве — основоположника „мовизма“, мастера слова, мэтра русской литературы».
В дневниках Катаева сохранились записи, рассказывающие о том, что общение с женой было для него до последних дней необходимостью: «Ходил гулять с Эстер полтора часа. Дома читал прекрасного Заболоцкого… Живу!» (1986, 1 января). Валентин Петрович скончался в больнице 12 апреля 1986 года, успев пролистать принесённый женой очередной том собрания сочинений. Он был похоронен на Новодевичьем кладбище. Там же в 2009 году была погребена и Эстер Давыдовна, дожившая до девяноста пяти лет.

## В творчестве Катаева
По словам Анатолия Гладилина, имя Эстер — «музы и верной помощницы» Катаева — встречается в нескольких книгах Валентина Петровича, включая «Святой колодец», «Траву забвения», «Уже написан Вертер». Первым произведением, в котором писатель создал образ жены, был рассказ «Цветы», написанный осенью 1936 года, вскоре после рождения дочери Евгении. Герой вспоминает, как он ходил возле родильного дома, ожидая известий о появлении на свет малыша: «Я был гораздо беспомощней и беззащитней, чем жена». Узнав о рождении дочери, рассказчик решил купить на все деньги множество букетов: «Пускай же моя дочь лежит в своей маленькой кроватке среди цветов, как сказочный мальчик-с-пальчик в атласной чашечке розы!». Далее появился «семейный» рассказ «Дудочка и кувшинчик», в котором фигурируют папа, мама и их дети — Женя и Павлик.
В книге «Алмазный мой венец», герои которой «снова отправились в погоню за вечной весной», писатель вспоминает, как они с Эстер Давыдовной в очередной раз вместе путешествовали по Европе. В «Траве забвения» он воспроизводит момент встречи супругов с Верой Муромцевой-Буниной, которая, пристально всматриваясь в гостью, произносит: «Так вот вы какая!». Книгу «Святой колодец» Татьяна Вирта назвала «гимном любви» Катаева к семье — автор, наблюдая за женой немного со стороны, не устаёт восхищаться её деликатностью, преданностью, элегантностью; он припоминает и сложные периоды их совместной жизни, когда чета преодолевала кризисы: «Мы опять любили друг друга, но теперь эта любовь была как бы отражением в зеркале нашей прежней земной любви».
Литературный критик Наталья Иванова сопоставляет финальные страницы булгаковского романа «Мастер и Маргарита» с тем эпизодом в «Святом колодце», в котором рассказчик и его жена обретают неземной покой. Если герои Булгакова приходят в вечный дом, в котором их ждут венецианское окно, музыка Шуберта и виноградники, то персонажи Катаева получают в своё распоряжение «пряничный домик» с растущими в саду кустами «породистой сирени». В отличие от Мастера и Маргариты, катаевский герой и его жена, попав в иной мир, продолжают наслаждаться жизнью: на их столе всегда стоит чашка с клубникой, сыр, хлебцы, холодное белое вино.

Хорошо Катаеву смаковать стихи Мандельштама в «Траве забвения», славно перебирать впечатления в «Алмазном венце», когда уже давно позади остались венцы терновые… И не забудем, что он замораживает прошлое, оставляя его про запас, но не забывает ни о своём происхождении, ни о парижском происхождении своей красавицы-жены Эстер, которую он нашёл в московском коктейль-холле.